# Halsgrop

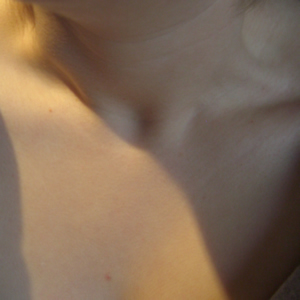
Halsgrop

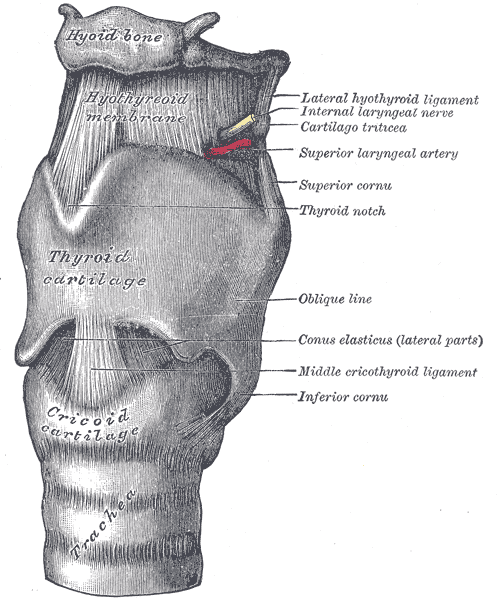
Anatomin för halsens framsida

Halsgropen (lat. fossa jugularis) är hudinsänkningen mellan strupen och bröstbenets kant och mellan huvudets stagningsmuskler.